# Вторжение на Джерси (1779)
Вторжение на Джерси 1779 года (англ. Invasion of Jersey) — первая попытка захвата Францией острова Джерси в Ла-Манше во время англо-французской войны (1778—1783). Предпринята 1 мая 1779 года французским частным морским десантным корпусом под командованием полковника собственного полка принца Карла Генриха Нассау-Зигена. Британские сухопутные войска и островная милиция под командованием лейтенант-губернатора острова майора Мозеса Корбета (англ. Moses Corbet) успешно её отразили в тот же день, а 12 мая десантная флотилия была уничтожена в бухте Канкаля ответным рейдом британского королевского флота.

## Причины
С провозглашением в 1776 году независимости США, Франция и Испания приняли решение тайно поддержать восставшие колонии против метрополии, открыто не обостряя отношений с ней. Для этого обе страны вложили по 1 000 000 франков в торговый дом «Родриго Горталес и К°», созданный известным драматургом и публицистом Пьером де Бомарше специально для прикрытия военных поставок в Северную Америку Это успешное в целом предприятие отправляло повстанцам через Французскую Луизиану один за другим конвои с оружием, боеприпасами и военным снаряжением, которое Бомарше было разрешено закупать в правительственных арсеналах, что приносило ему огромные барыши.
До объявления войны Великобритания ничего с этим открыто поделать не могла. Однако многочисленные приватиры с подконтрольного ей острова Джерси, лежащего всего в 14 милях от французского побережья, вносили существенный хаос в торговое судоходство, простирая зону своих действий на всю Северную Атлантику, и заставляли торговый дом «Родриго Горталес и К°» вкладывать значительные средства в охрану своих конвоев. Нейтрализовать эту опасность взялся близкий друг Бомарше — известный авантюрист принц Карл Генрих Нассау-Зиген, служивший тогда полковником и владельцем Королевского полка немецкой кавалерии. Он предложил собственный план захвата Джерси, с которым, крайне заинтересованное, Французское правительство согласилось.

## Подготовка вторжения

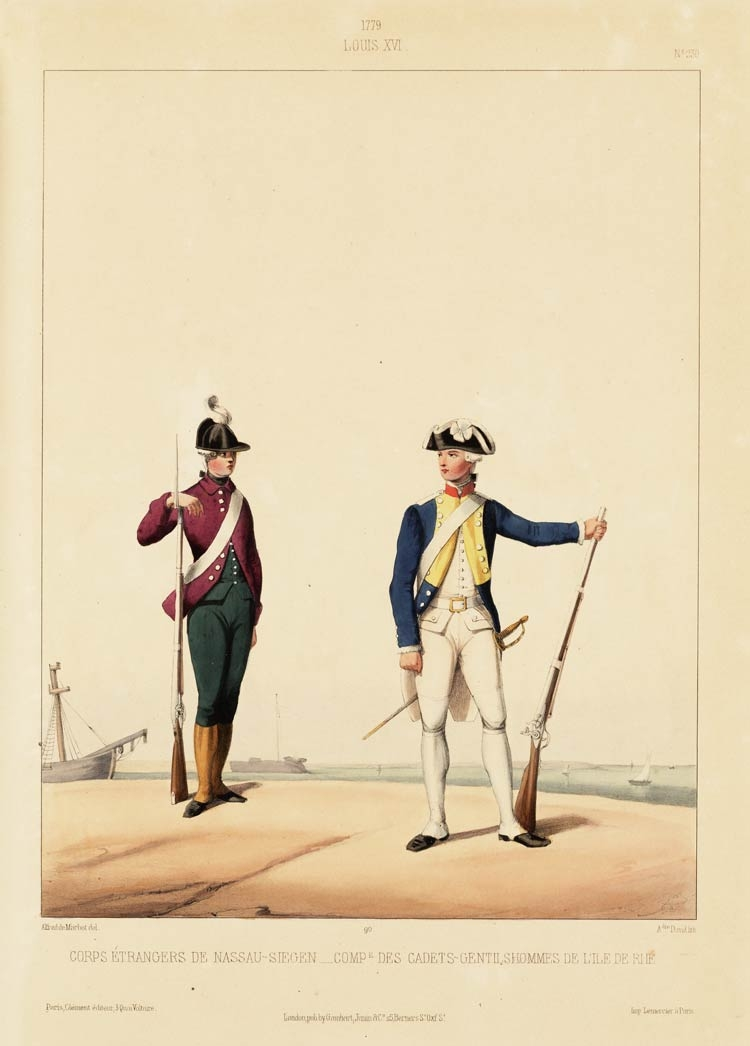
Мундиры корпуса «де Нассау» (Слева) и роты кадетов-дворян Иль-де-Ре в 1779 году, художник Густав Давид, 1851

В декабре 1778 года принц получил разрешение от Людовика XVI сформировать на средства Бомарше и возглавить небольшой частный морской десантный корпус. Названный им в собственную честь «Добровольческий корпус де Нассау» (фр. Corps des volontaires de Nassau), он состоял из пехоты, артиллерии и кавалерии и носил форму, отличную от формы французской армии. В заместители себе Нассау-Зиген выбрал самозваного барона Филиппа де Рюлькура, авантюриста и солдата-наёмника на французской службе. В начале апреля 1779 года принц сдал командование Королевским полком немецкой кавалерии, чтобы сосредоточиться на подготовке к военным действиям корпуса, численность которого составила по разным источникам 3000—6000 человек.

## Вторжение
19 апреля 1779 года в Сен-Мало 1500 легионеров корпуса «де Нассау» погрузились на суда десантной флотилии, которая помимо флагмана — 32-пушечной «Данаи» под командованием капитана де Шамбертрана (фр. de Chambertrand), насчитывала ещё четыре фрегата, несколько куттеров и бомбардирских катеров, а также около 50 плоскодонных десантных лодок водоизмещением 4—20 тонн. В тот же день принц Нассау-Зиген приказал отплывать и взял курс на Джерси, но ему пришлось укрыться на острове Сезембр и пережидать неблагоприятную погоду до 30 апреля.
Рано утром 1 мая, несмотря на проливной дождь, десантная флотилия, идущая против сильного встречного ветра, была замечена в трёх лигах от джерсийского берега в заливе Сент-Уэн (джерс. Saint Ouën). Принц намеревался захватить остров ударом coup de main, однако британский лейтенант-губернатор майор Мозес Корбет сорвал этот план. Ему удалось стремительным маршем перебросить к месту высадки 400 пехотинцев и 40 кавалеристов 78-й шотландского пехотного полка и силы местной милиции раньше, чем французы достигли берега. Преподобный Ле Сир дю Парк (фр. le Sire du Parcq), ректор прихода Сент-Уэн, также сумел быстро развернуть на побережье несколько приходских полевых орудий, хотя их пришлось с большим трудом тащить на позиции через пески.
Подойдя на расстояние выстрела, куттеры и бомбардиры корпуса «де Нассау» дали по защитникам побережья несколько залпов крупной картечью, однако промахнулись, убив лишь двух овец, пасшихся неподалёку. Заместитель командира корпуса «де Нассау» барон де Рюлькур с несколькими судами сумел всё же высадиться, и тут же провозгласил остров суверенной территорией Нормандского герцогства. Одна из его десантных лодок пошла на дно, то ли от огня береговой артиллерии, то ли наскочив на камень. 15—18 человек с её борта утонули, но около 20 сумели выбраться на берег. Начавшийся вскоре отлив вынудил крупные суда отойти на глубину. Оставшись без их огневой поддержки и обескураженные первыми потерями, шкиперы малых транспортов, несмотря на численное превосходство над противником, не решились последовать примеру барона и тоже стали отходить. Де Рюлькуру ничего не оставалось, как вернуться к своим. Потери оборонявшихся ограничились одним ополченцем по имени Томас Пикот (англ. Thomas Picot), смертельно раненым при разрыве ствола собственной пушки.
Суда нападавших ещё некоторое время крейсировали в одной лиге от берега. Майор Корбет предполагал, что французы повторят попытку, как только позволит прилив, и ожидал в полной боеготовности. Однако принц Нассау-Зиген решил попытать счастья в другом месте и около трёх часов пополудни увёл свою флотилию в залив Сент-Брелад (джерс. Saint Brélade). Увидев и на его побережье развёрнутые по тревоге части джерсийской милиции, смущённые решимостью англичан стойко защищаться, французы ретировались.

## Ответный рейд англичан
На следующий день, 2 мая 1779 года, приватир, посланный майором Корбетом в Англию с сообщением о нападении, повстречал в Ла-Манше крупный британский конвой под охраной эскадры адмирала Мариота Арбатнота — 13 вымпелов. Около 400 торговых судов направлялись в Нью-Йорк с подкреплениями и военными грузами для колониальных войск. Узнав о вылазке французов, адмирал приказал транспортам дожидаться его в безопасной бухте Торбей, а сам поспешил с боевыми кораблями островитянам на выручку. Выяснив по прибытии 4 мая, что высадка десанта провалилась и Джерси ничего не грозит, он отрядил сэра Джеймса Уолеса, капитана 50-пушечного корабля «Эксперимент», в сопровождении двух 42-пушечных фрегатов в погоню за нападавшими, а сам вернулся к конвою.
Тем временем, потерпев неудачу, принц Нассау-Зиген, и не думал отступаться. Разместив десант на острове Сезембр, он в течение нескольких дней крейсировал с крупными судами своей эскадры вдоль побережья Нормандии и Бретани, выжидая удобного момента для новой атаки. 12 мая сэр Уолес настиг его в бухте Канкаля — французские суда попыталась укрыться под защиту береговых батарей. Капитаны фрегатов английской эскадры не решились приблизиться к ним на дистанцию огня, но сэр Уолес рискнул в одиночку вступить в артиллерийскую дуэль с фортом. Подавив меткой стрельбой его орудия, комендоры «Эксперимента» вынудили французов бросить свои суда. Англичане направили к ним абордажные команды, однако подоспевшие сухопутные войска и силы местной милиции открыли беспрерывную ружейную и артиллерийскую стрельбу по нападавшим. Сэру Уолесу удалось благополучно вывести из под огня свою эскадру вместе с трофеями — флагманским фрегатом «Даная» и двумя меньшими призовыми судами. Уходя, англичане сожгли оставшиеся два фрегата, один 16-пушечный куттер и множество малых кораблей. Уцелели лишь 10-пушечный куттер «Оса» (фр. Guêpe) и 20-пушечный корабль «Шлюз» (фр. Ecluse). Таким образом, принц Нассау-Зиген лишился большей части своей десантной флотилии и шансов на реванш.

## Последствия
Эта неудачная военная авантюра имела, тем не менее, благоприятный, хотя и неожиданный, эффект для американских колоний и воевавших на их стороне французских добровольцев. Вернувшись к своему конвою адмирал Арбатнот, получил от английской разведки сведения о готовящейся к выходу из Бреста французской эскадре из 25 кораблей и запросил в Адмиралтействе подкреплений, опасаясь за судьбу транспортов. Ожидание их прибытия в Торбее задержало его в пути более, чем на месяц, что заметно ухудшило положение лоялистов, остро нуждавшихся в военной помощи из метрополии.
По возвращении, принц попытался реформировать корпус «де Нассау», с тем, чтобы взять реванш за поражение на Джерси. Однако быстро осознал, что организация новой экспедиции и содержание войска численностью в несколько тысяч человек грозят ему разорением. Тогда он постарался избавиться от этого бремени — часть своих добровольцев он отправил с очередной французской экспедицией воевать за независимость США, 1300 солдат уступил королю, а оставшиеся достались другому амбициозному французскому военному шевалье де Монморанси-Люксембургу. За собой принц оставил лишь военное имущество двух пехотных и одного артиллерийского батальонов, которые 15 августа 1779 года передал в состав береговых гарнизонов под команду лейтенант-полковника д’Айме (фр. d’Ayme), после чего отбыл поправлять здоровье на бельгийский курорт Спа.
Де Монморанси-Люксембург переименовал свое личное войско в Легион де Люксембург (фр. Légion de Luxembourg, иначе — добровольцы де Люксембург) и назначил командиром бывшего заместителя принца Нассау-Зигена — барона де Рюлькура в звании лейтенант-полковника. Двумя годами позже де Люксембург и де Рюлькур предприняли вторую попытку захватить остров Джерси, которая, так же как и первая, закончилась полным провалом, а барон был в ходе боевых действий смертельно ранен.

## Память

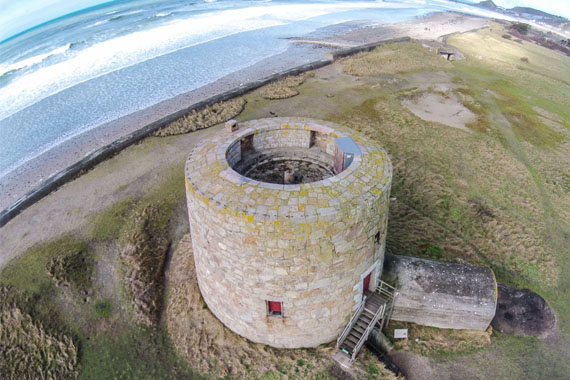
Башня Льюиса на фоне панорамы залива Сент-Уэн

Место, на котором преподобный ле Сир дю Парк установил свои орудия в заливе Сент-Уэн, было признано настолько удачным в военном отношении, что на нём в 1787 году была развёрнута постоянная батарея береговой обороны из трёх 24-фунтовых пушек, названная в его честь «Батарея Дю Парка» (англ. Du Parcq's Battery). Позднее, в 1835 году британцы построили там мартелло эллиптической формы — так называемую башню Льюиса (англ. Lewis Tower), которая ныне является туристической достопримечательностью, открытой для посещения.